# Montaudin
Montaudin è un comune francese di 926 abitanti situato nel dipartimento della Mayenne nella regione dei Paesi della Loira.

## Toponimia

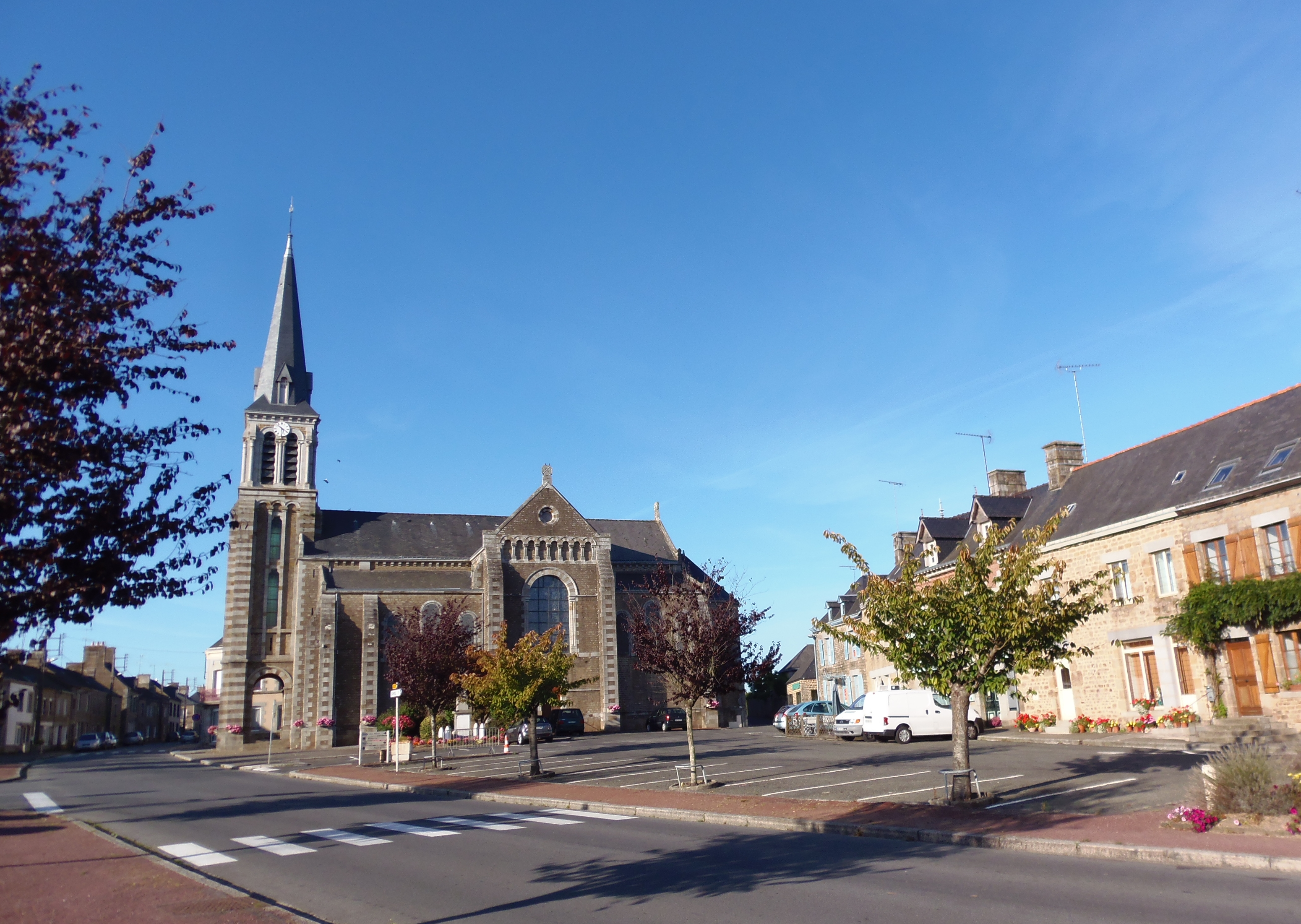
La chiesa parrocchiale di Montaudin.

Sembra che, dal 1190, il toponimo sia attestato nella forma Montaudein. Verrebbe dal latino mons, (monte), e dall'antroponimo femminile germanico Alda.

## Storia
Montaudin è un comune rurale, essendo a bassa densità, ai sensi della griglia di densità comunale dell'INSEE. Il comune è anche al di fuori dall'attrazione di grandi città.
Quando furono creati i cantoni della Francia, Montaudin era la capitale di uno di questi, che fu abolito durante la ridistribuzione cantonale dell'anno IX (1801). Dopo il periodo travagliato dell'occupazione tedesca, a partire dal giugno 1940, il paese fu liberato la mattina del 5 agosto 1944 quando l'offensiva sulla Mayenne fu lanciata dal generale Weaver. Partito da Saint-Hilaire-du-Harcouët, era guidato da due persone del posto, René Justin e il giovane interprete Henri Hunault, che avevano appena oltrepassato gli sbarramenti.
Tra questi resistenti, un giovane di 19 anni, Gaston Coupé, di Landivy, si era unito a questa unità il giorno prima. Il 3 agosto 1944, il suo paesino fu il primo della Mayenne ad essere liberato dagli uomini del capitano Burns.

## Società

### Evoluzione demografica
Abitanti censiti